# Literatura de Argelia

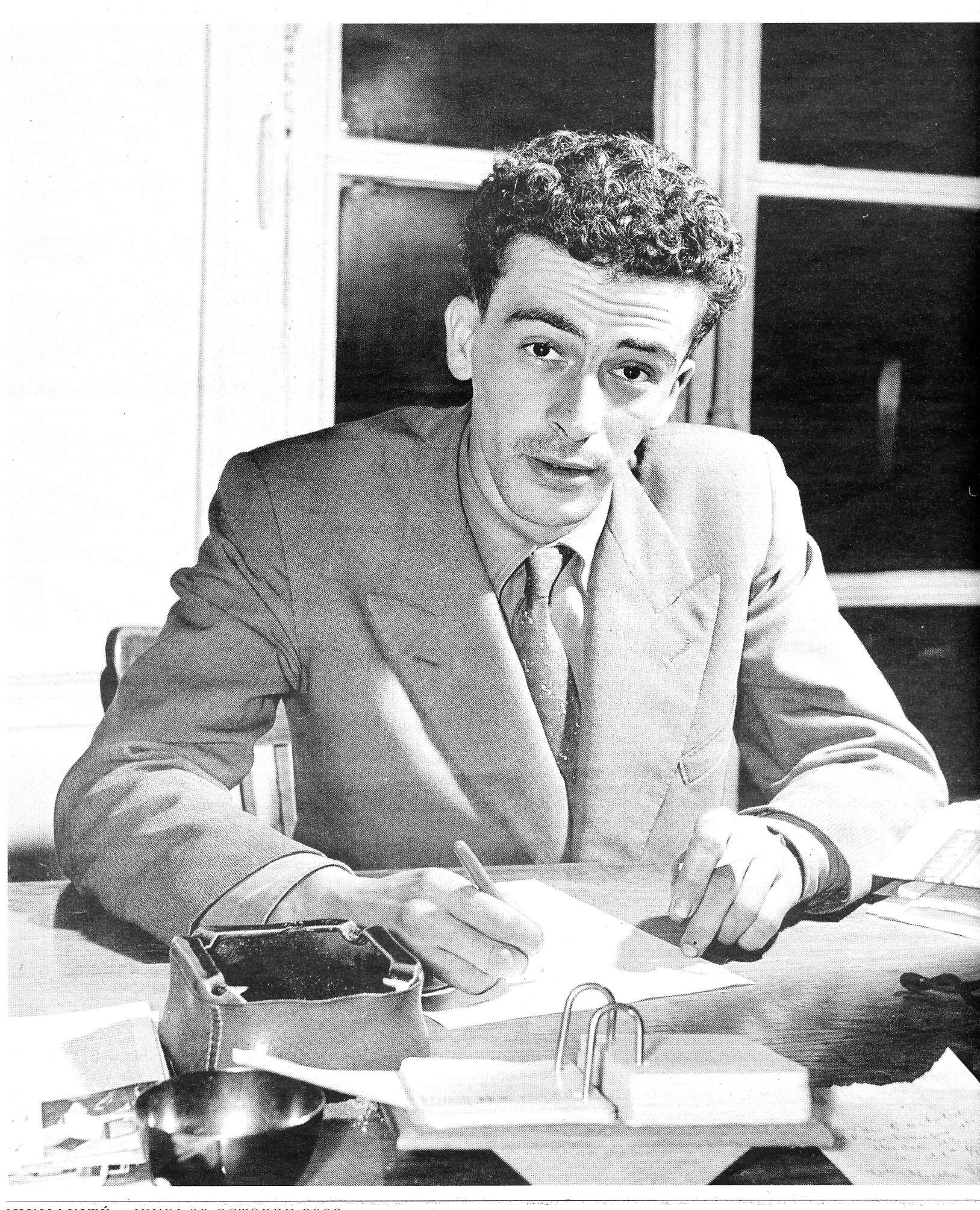
El escritor, poeta y dramaturgo Kateb Yacine en 1956.

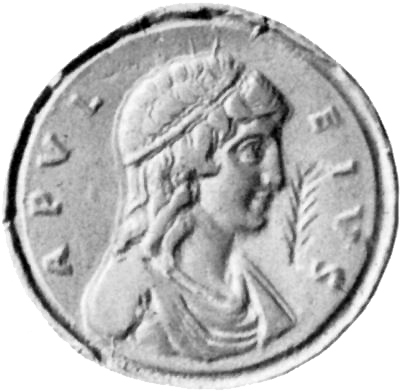
Apuleyo de Madaura.

La literatura de Argelia consiste en la producción literaria de los autores oriundos del territorio que corresponde a la Argelia contemporánea, así como de los autores europeos que vivían en Argelia durante la época colonial francesa. Esta literatura se expresa en árabe clásico, en árabe argelino, en bereber y en francés.

## Literatura de Argelia bajo el Imperio romano
Desde las últimas décadas del siglo XX, dos tesis se oponen sobre la identidad cultural de Apuleyo de Madaura, orador, novelista y filósofo númida de lengua latina, nacido en 125 en la antigua ciudad de Madaura, la actual M’daourouch en la región de Constantina. La primera postura y la más antigua, considera a Apuleyo como un perfecto representante de la cultura romana; la segunda lo ve ante todo como un africano y un colonizado.
En el siglo XXI Apuleyo es reivindicado como una gloria nacional en Argelia, y en algunos casos se insiste en su identidad amazigh. Su obra El asno de oro (conocida también como Las metamorfosis) es considerada como la primera novela de la literatura argelina. En su discurso de recepción en la Academia Francesa, la autora argelina Assia Djebar recogió el sentir de muchos de sus compatriotas al comparar a Apuleyo con San Agustín –del que un instituto de Annaba lleva el nombre—, ambos nacidos en el este argelino y educados en latín, y que probablemente siguieron hablando su lengua materna: o el líbico-bereber o el púnico que aún no se había extinguido. Se ha establecido un paralelo entre la identidad cultural híbrida de estos dos autores que fueron grandes viajeros, y la identidad de varios autores argelinos contemporáneos que han nacido en África, han hecho suya la lengua de los colonizadores y se han instalado en otros países.

## Literatura argelina de la Edad Media y de la Edad Moderna
Después de la conquista del Magreb por los árabes musulmanes en la segunda mitad del siglo VII y principios del siglo VIII, la literatura argelina anterior al siglo XIX se inscribe en un ámbito cultural y lingüístico más amplio, el del mundo árabe y más precisamente del Magreb. En esos diez siglos la producción literaria es más erúdita que propiamente literaria, y la novela como género literario no aparecerá hasta el siglo XX, no solo en el Magreb musulmán sino en toda la literatura árabe.
Bajo las dinastías que gobernaron la región que corresponde a la Argelia actual a partir del siglo IX, una serie de ciudades se convirtieron en focos de encuentro y de difusión para los erúditos árabes, bereberes arabizados y más adelante andalusíes. Primero Tiaret (también llamada Tihart o Tahert) y Tenés bajo los Rustemíes; luego M'Sila, las ciudades del M'Zab, la Kalâa de los Beni Hammad y Bejaïa; y más tarde Constantina, Argel y Tlemcen. Su legado es de lo más variado: tratados de teología y de derecho; crónicas y memorias en prosa y verso; monografías y biografías; relatos de viajeros; retratos de la vida intelectual, política y social; y poesía. Las dos figuras más conocidas son el historiador e hispanista Al Maqqari (1578-1632), oriundo de Tlemcen, e Ibn Jaldún (1332-1406) que, si bien nació en Túnez y recorrió el mundo árabe, compuso su famosa Muqaddima en Frenda, cerca de Tiaret.
Por su parte la poesía argelina y magrebí tiene un largo recorrido histórico, y goza de un gran arraigo popular perpetrado por la tradición oral árabe y bereber. La poesía expresada en árabe dialectal se desarrolló en toda África del Norte entre el siglo X y el siglo XV, con la llegada en oleadas sucesivas de los musulmanes expulsados de Andalucía, y en concreto de los procedentes del Califato de Córdoba que se establecieron en Tlemcen, y en menor medida en Bejaïa. Esta poesía de origen andalusí se enriqueció con el aporte de matices autóctonos.
Si los bereberes, población autóctona de todo el Magreb, poseían un sistema propio de escritura desde la Antigüedad, se cree que esta escritura no sirvió nunca de soporte a una verdadera producción literaria. A la hora de redactar documentos escritos importantes, los bereberes siempre han recurrido a las lenguas de los pueblos dominantes con los que estaban en contacto: el púnico, el latín, el árabe, y siglos más tarde el francés. Los autores árabes sin embargo atestiguan la existencia de escritos religiosos, históricos y científicos en lenguas bereberes durante toda la Alta Edad Media magrebí, e Ibn Jaldún describe una rica literatura bereber. Pero aquellas tentativas no se mantuvieron ni dieron lugar a una verdadera tradición escrita. La literatura bereber consta tradicionalmente de una abundante producción de poesía, cuentos, leyendas, adivinanzas y enigmas, transmitida de generación en generación en el seno de las familias y de pueblo en pueblo por los bardos.

## Literatura argelina de la época colonial francesa
La literatura argelina en el siglo XIX se compone esencialmente de poesía llamada clásica, heredera de la tradición literaria árabe. La poesía del Emir Abdelkader es la muestra más típica de este género literario muy arraigado en la sociedad argelina tradicional.
Las primeras novelas argelinas aparecieron a principios del siglo XX, en el marco de la literatura colonial. Sus principales nombres eran Louis Bertrand, Ferdinand Duchêne, Louis Lecoq y Robert Randau, unos autores franceses que se clasificaban como «algérianistes» («argelianistas»). Algunos escritores autóctonos en lengua francesa lograron incorporarse tímidamente a esa corriente literaria, con textos como Mamoun, l’ébauche d’un idéal de Chukri Khodja, Myriem dans les palmes de Mohamed Ould Cheikh o Leila, la jeune Algérienne de Djamila Debbichesi. Si bien sus escritos dejaban traspasar la difícil realidad de sus congéneres, defendían la ideología colonial, creían en la asimilación, y mostraban una nueva imagen del «indígena», dispuesto a modernizarse y a emanciparse. Fue probablemente por esta razón que pronto cayeron en el olvido.
Debido a la compleja historia del país, la literatura argelina empezó realmente a darse a conocer en los años 1930 con lo que se llamó la Escuela de Argel. Estaba compuesta fundalmentalmente de escritores franceses europeos cuya figura más destacada era Albert Camus (1913-1960), así como Gabriel Audisio (1900-1970) y Emmanuel Roblès (1914-1995), autores de orígenes diversos que expresaban sentimientos transnacionales con una marcada pertenencia al mundo mediterráneo, más allá de la dicotomía colonizador-colonizado. A pesar de ser una literatura de expresión francesa, sus autores manifestaban ya una originalidad y una identidad propia de la región, que se percibía también en las obras de autores como Jean Sénac y Gabriel Moussy. Al mismo tiempo iniciaban su carrera literaria algunos autores autóctonos no colonos como el poeta cabileño Jean Amrouche (1906-1962) que recopiló y tradujo al francés los cantos tradicionales de Cabilia.

## Literatura argelina desde la guerra de independencia

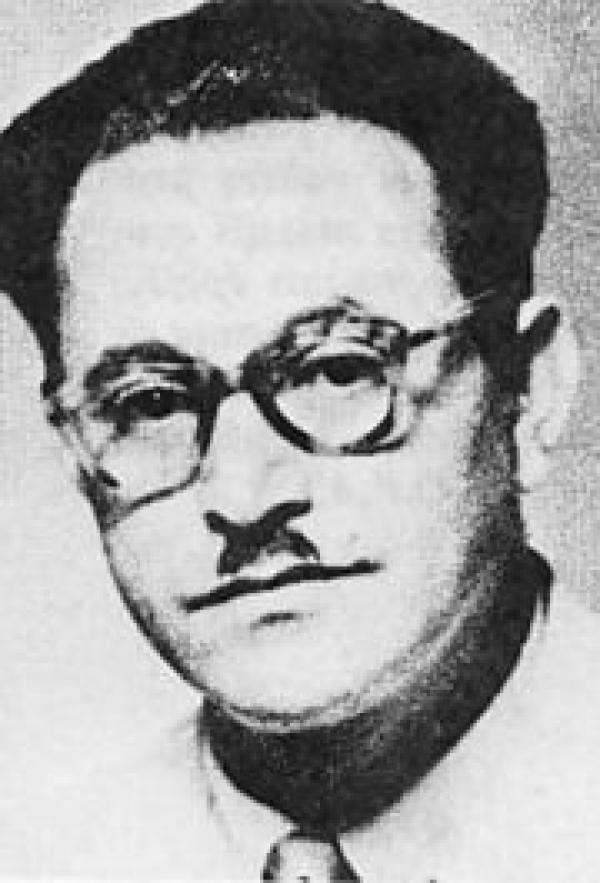
Mouloud Feraoun.

Pero será al finalizar la Segunda Guerra Mundial cuando la literatura argelina logrará su pleno reconocimiento, sobre todo tras las masacres de Sétif de 1945 y la radicalización del movimiento nacional. La década de 1950 marcó un giro decisivo tanto en la política como en la literatura del país, y se produjo una verdadera explosión literaria por parte de jóvenes autores árabes y bereberes de expresión francesa, con estilos muy variados. Entre ellas, las novelas realistas de Mohammed Dib (1920-2003) fueron las primeras en alcanzar éxito y una gran difusión en Francia, pero la publicación en 1956 de la novela Nedjma de Kateb Yacine (1929-1989) marcó un hito en la historia de la novela argelina de expresión francesa. Esta nueva generación huía de los tradicionales tópicos folclóricos, y se preocupaba por afirmar una identidad cultural que se distanciaba cada vez más de la metrópolis. Entre ellos destacan también Mouloud Feraoun (1913-1962), Mouloud Mammeri (1917-1989), Malek Haddad (1927-1978), Malek Ouary (1916-2001), y el poeta Moufdi Zakaria (1908-1977).
La novela argelina en lengua árabe apareció más tarde. Su precursor fue Ahmed Reda Houhou (1911-1956), que publicó en 1947 La Belle de La Mecque, primera novela argelina escrita en árabe. Pero habrá que esperar hasta 1971, con la publicación de Vent du Sud de Abdelhamid Benhadouga (1925-1996), seguida en 1974 de L’As de Tahar Ouettar (1936-2010), para que se desarrolle una auténtica corriente novelística en árabe. En esa misma época Abou Laïd Doudou (1934-2004), conocido por su traducción al árabe de El asno de oro de Apuleyo, se especializó en el género del cuento corto.

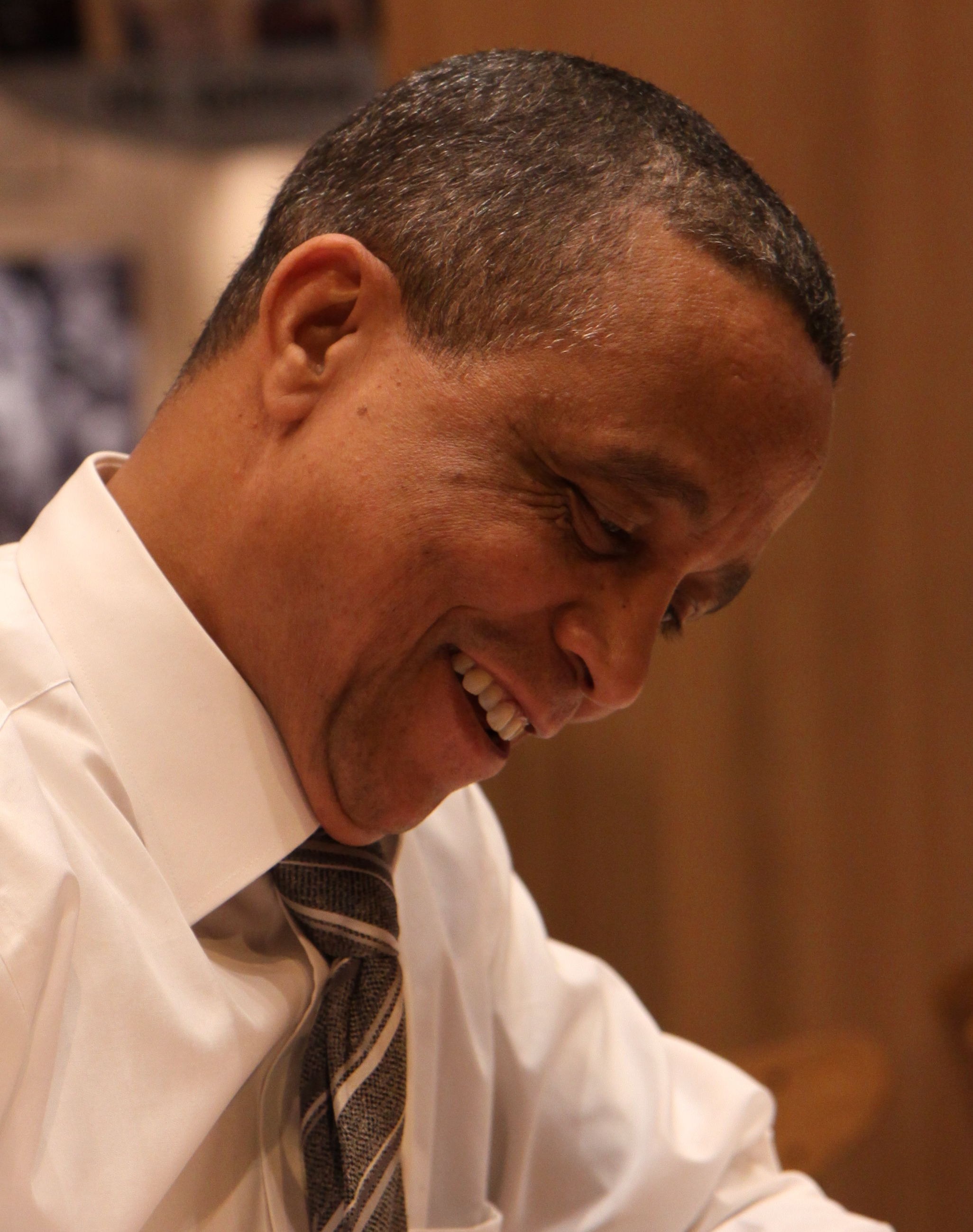
Yasmina Khadra en 2010.

Los escritores francófonos de la década de 1970, como Assia Djebar o Rachid Boudjedra, retomaron los planteamientos de la generación anterior sobre la identidad, pero dándole más peso a la crítica social. La condición de la mujer y la pobreza, por ejemplo, son evocados con un enfoque novedoso y más libre. Con el arranque de la década de 1990, aparece una nueva generación de autores que abordan con más fuerza la crítica política, religiosa y militar, y denuncian el clima de terror que reinaba en Argelia en la época. Entre estos autores destacan Rabah Belamri, Rachid Mimouni y Tahar Djaout (1954-1993), asesinado en 1993.
La tensión social permanece muy presente en la literatura argelina del siglo XXI; con la entrada en este siglo, nuevos autores francófonos han sabido imponerse en el escenario cultural argelino y a nivel internacional por la calidad de sus escritos y los temas de actualidad que se han abordado en sus obras. Entre ellos cabe destacar a Boualem Sansal y sobre todo a Yasmina Khadra, cuyas obras han recibido una gran aceptación internacional. La preocupación de Khadra va más allá de la situación en su país y aborda temas de actualidad internacional como los conflictos de Irak, Afganistán y Palestina.
Desde los años 1990 y a principios del siglo XXI surgieron nuevos escritores en árabe cuyo éxito ha traspasado las fronteras nacionales, tales como Amin Zaoui, que también escribe y publica en francés, y Wasini al-A’raj.